# Audience of One
Singles de Rise Against
Re-Education (Through Labor)
(2008) Savior
(2009)
Pistes de Appeal to Reason
The Strength to Go On Entertainment
Audience of One est une chanson du groupe de punk rock Rise Against, second single tiré de leur cinquième album Appeal to Reason.

## Clip vidéo
La vidéo de musique montre un garçon de huit ans qui ressemble à George W. Bush jouant avec un monde en miniature. Tout au long de la vidéo le garçon joue avec des objets représentant les prix élevés du gaz, la guerre en Irak, les funérailles d'un soldat, la prison d'Abou Ghraib, la dévastation de l'ouragan Katrina, la déforestation, des saisies de maison, le mariage gay, et l'immigration clandestine, avant d'aller au lit à la Maison Blanche. Il montre également un spectacle de Rise Against sur une pelouse miniature de la Maison Blanche, que fracasse le garçon à la fin de la vidéo.